# Сребрен Янков
Сребрен Янков е български учител и революционер, деец на Вътрешната македоно-одринска революционна организация.

## Биография
Сребрен Янков е роден в костурското градче Хрупища, тогава в Османската империя, където работи като български учител. Влиза във ВМОРО и е сред костенарийските водачи на Организацията. След Илинденско-Преображенското въстание от лятото на 1903 година, заподозрян от властите, престава да може да работи като учител. През юни 1905 година костенарийският районен войвода Киряк Шкуртов се среща с гръцкия капитан Мальос. Окръжният комитет на ВМОРО вика костенарийското ръководство за обяснение и Шкуртов, Сребрен Янков, осничанският войвода Яне Попзисов и Христо Попделбов от Жужелци заминават за Битоля. Окръжният комитет ги изслушва, както и българският търговски агент в Битоля Никола Семенов, който заявява на Търпо Поповски - представителя на Костурско в окръжния комитет, че срещата с гърците е само от полза за българската кауза. Обвинения не са повдигнати и Окръжният комитет дава на Шкуртов и Янков две лири да се почерпят и пише на Митре Влаха Шкуртов да бъде признат за районен войвода и да му се съдейства. Костенарци се опитват да се срещнат с руския консул Виктор Кал, но той отказва да ги приеме. Срещат се с австроунгарския Оскар Прохаска и английския, на които се оплакват от зверствата на турци и гърци. Срещат се и с българския владика Григорий Пелагонийски и с директора на българското девическо училище в града Наум Темчев. През ноември 1905 година Янков помага на Киряк Шкуртов нелегално да влезе в Хрупища.
По-късно Янков емигрира в САЩ. През 1928 година участва във формирането на МПО „Бистрица“ в Синсинати.